# بهاره‌های آزادماهی
بهاره‌های آزادماهی (نام علمی: Pteronarcyidae) نام یک تیره از راسته بهاره‌ها است.